# Parents d'élèves
Pour plus de détails, voir Fiche technique et Distribution.
Parents d'élèves est un film français réalisé par Noémie Saglio, sorti en 2020.

## Synopsis
Vincent est le baby-sitter d'un jeune garçon prénommé Bart. Quand la mère de Bart reçoit, pour le début de l'année scolaire dans une nouvelle école, une convocation à une réunion de parents d'élèves, elle demande à Vincent d'y aller à sa place. C'est alors que Vincent, sur un malentendu, se retrouve à passer pour le père du garçon. Bart apprécie le mensonge qui s'installe car il souffre de n'avoir jamais connu son père. Vincent entre alors dans cette communauté que sont les parents d'élèves et se retrouve impliqué de plus en plus, incapable de révéler la supercherie, d'autant plus qu'il tombe secrètement amoureux de  Nora, la jeune maîtresse de son prétendu fils.

## Fiche technique
- Titre : Parents d'élèves
- Réalisation : Noémie Saglio
- Scénario et dialogue : Alice Girard, Marinette Lévy et Mathias Gavarry
- Musique : Alexandre Lier, Sylvain Ohrel et Nicolas Weil (LoW Entertainment)
- Photographie : Nicolas Massart
- Montage : Thibaut Damade
- Décors : Gaëlle Usandivaras
- Costumes : Sonia Philouze
- Production : Édouard Weil et Alice Girard
- Sociétés de production : Rectangle Productions - TF1 Studios
- Sociétés de distribution : UGC Distribution (France) ; TF1 Studios (international)
- Pays de production :  France
- Langue originale : français
- Genre : comédie
- Format : couleur - 1,85:1
- Durée : 89 minutes
- Dates de sortie :
  - France : 29 août 2020 (festival d'Angoulême) ; 7 octobre 2020 (sortie nationale)

## Distribution
- Vincent Dedienne : Vincent Marguet
- Camélia Jordana : Nora Portel
- Samir Guesmi : François Biriani
- Alix Poisson : Clarisse Duval
- Anne Charrier : Élise Canova
- Oscar Pauleau : Bart Canova
- Billie Bataille : Juliette
- Émilie Gavois-Kahn : Fabienne Baron
- Héléna Soubeyrand : Sophie Leprince
- Éric Verdin : Éric Anton
- Maël Rouin Berrandou : Max Biriani
- Emmanuelle Bougerol : Sandra

## Accueil

### Accueil critique
En France, le site Allociné propose une moyenne de 3,1⁄5 à partir de l'interprététation de 22 critiques de presse.
Selon Catherine Balle, dans le quotidien Le Parisien, « c'est une comédie romantique avec quelques blagues potaches et des moments un peu convenus, mais surtout des situations et des répliques très drôles ».
Pour l'hebdomadaire Le Journal du dimanche, « après ses comédies un peu trash, Noémie Saglio s'attaque au genre familial avec une audace bienvenue : son héros maladroit et asocial a l'âge mental du gamin dont il a la charge, et balance quelques réflexions sur le couple qui feront mouche auprès des adultes ».

## Autour du film
Billie Bataille, qui interprète Juliette, est la fille de la scénariste Marinette Lévy[réf. nécessaire].